# Барогипертензия
Барогипертензия или барогипертензионный синдром — патологическое состояние водолаза, которое возникает из-за дыхания в условиях избыточного давления в воздухоносных путях, что ведёт к возрастанию кровеносного и внутричерепного давления.
Использование подводного снаряжения с загубником и маской всегда ведёт к повышенному сопротивлению дыхания из-за целого ряда причин: механических сил трения в дыхательных клапанах, аэродинамического сопротивления газовой смеси, гидростатической разности уровней, на которых расположена дыхательная аппаратура и грудная клетка пловца и т. д.. В дополнение к этому, возрастание аэродинамического сопротивления дыханию происходит с увеличением глубины погружения из-за снижения давления в баллонах и повышения плотности дыхательной смеси. Следствием этого является повышенное давление в воздухоносных путях.
Повышение внешнего давления оказывает разностороннее влияние на течение дыхательных процессов. Как правило, грудная клетка пловца расширяется, диафрагма опускается, объём лёгочных альвеол возрастает, вдох укорачивается и облегчается, а выдох наоборот затягивается и усложняется. С растяжением лёгких их капилляры суживаются и растягиваются, что приводит к росту сопротивления кровотоку в малом круге кровообращения от сердца к мозгу, в правом желудочке и венозном русле. Следствием этого становятся перебои с кровоснабжением органов, тканей и особенно — человеческого мозга.
Хорошо известным фактом является то, что дополнительное сопротивление дыханию около 200—250 мм рт. ст. переносится с трудом, при его возрастании до 350—400 мм рт. ст. дыхательные процессы возможны не дольше 10 — 15 минут, а при дополнительном сопротивлении 1000 мм рт. ст. начинают возникать острые проявления дыхательной недостаточности.
Среди типичных факторов, способствующих развитию барогипертензионного синдрома называют:
- общее переохлаждение организма,
- низкий уровень подготовки,
- значительные физические нагрузки под водой,
- спекание регенеративного вещества,
- «экономный» режим дыхания с длительной задержкой выдоха,
- и др.

При выполнении работы в легководолазном снаряжении к ним может добавиться низкое расположение дыхательного автомата относительно грудной клетки пловца и длительное нахождение в воде.